# Gerry Sutcliffe

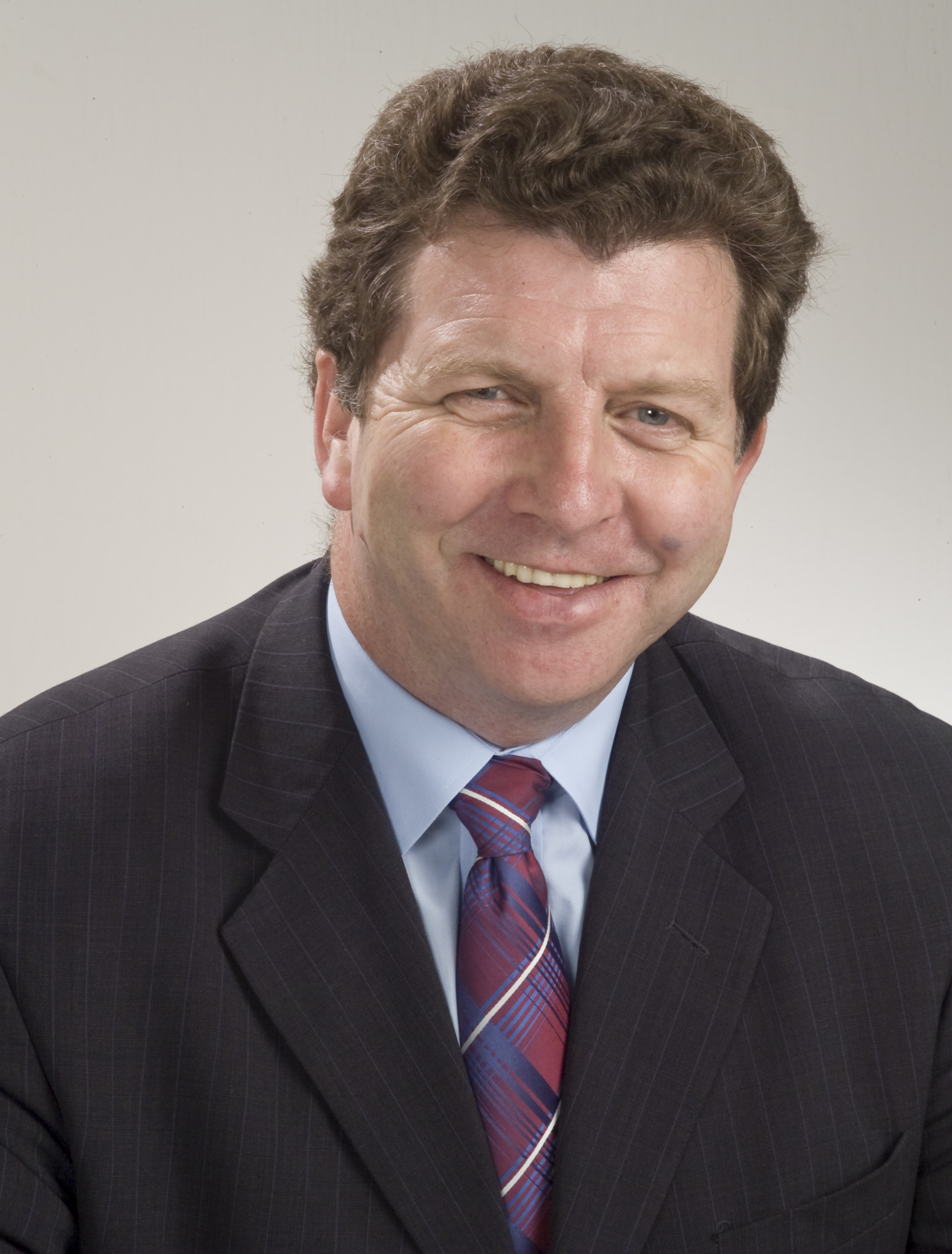
Gerry Sutcliffe

Gerry Sutcliffe, född 13 maj 1953 i Salford, Manchester är en brittisk politiker, parlamentsledamot för Bradford South 1994–2015. Han kom in i parlamentet genom att vinna ett fyllnadsval i valkretsen efter att den sittande representanten dött. Han representerar Labour. Han satt i Bradfords stadsfullmäktige från 1982 tills han blev parlamentsledamot 1994. De två sista åren som kommunalråd. Han har haft ett antal mindre poster inom regeringen som bland annat viceminister inom olika områden. Han brukar rösta lojalt mot partiledningen.